# Lagune de la Vistule

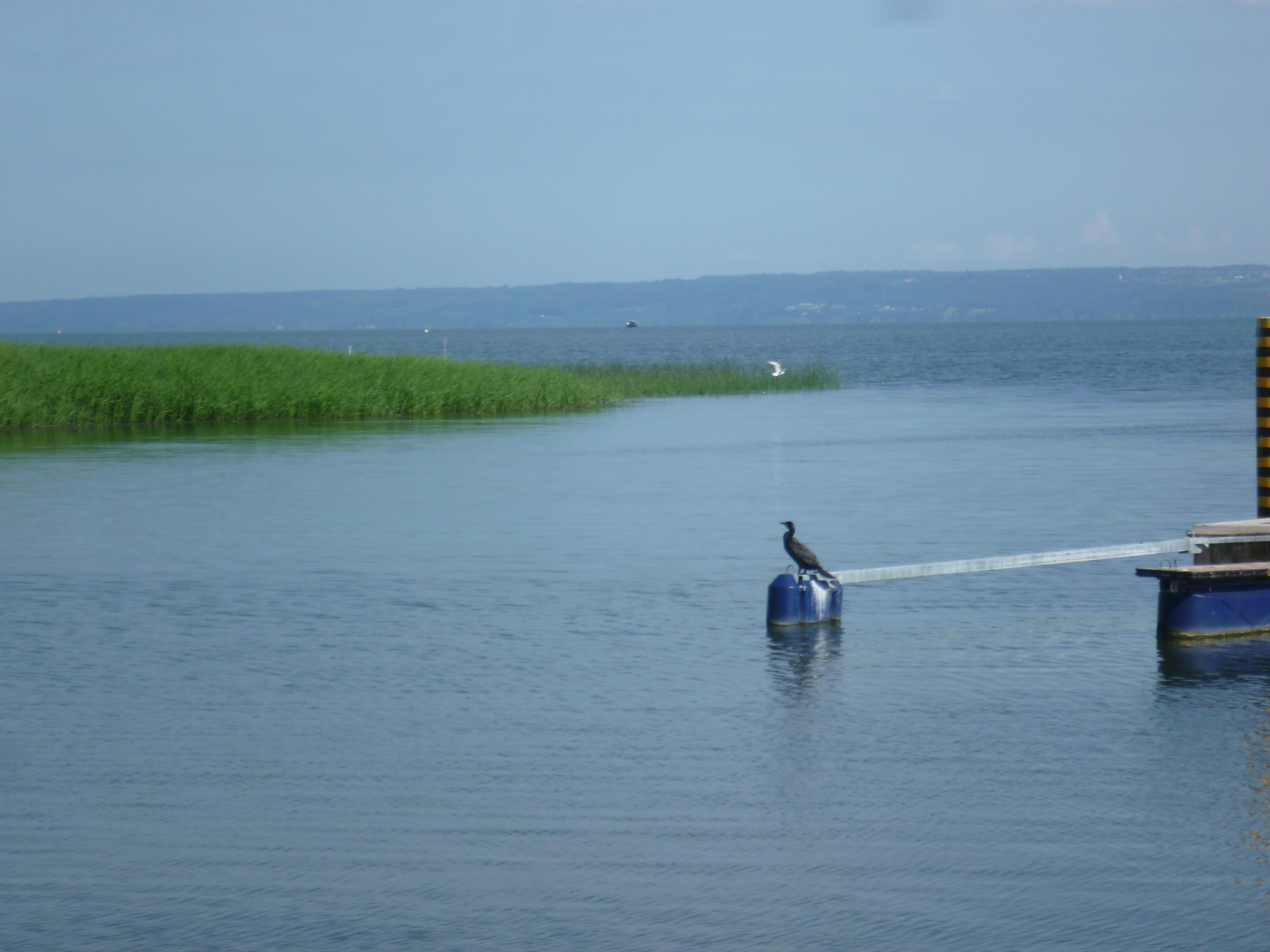
Vue de la lagune près de Kąty Rybackie, en Pologne.

La lagune de la Vistule (en polonais : Zalew Wiślany ; en allemand : Frisches Haff (littéralement « baie d'eau douce ») ; en russe : Калининградский залив, Kaliningradski zaliv, « baie de Kaliningrad ») est une baie d'eau douce située au bord de la mer Baltique et qui est séparée de la baie de Gdańsk par la presqu'île de la Vistule. Plusieurs branches de la Vistule viennent se déverser dans la lagune, dont le Nogat, ainsi que le fleuve Pregolia. La lagune est reliée à la Baltique par le détroit de Baltiïsk et le canal de la presqu'île de la Vistule. Politiquement, la lagune de la Vistule est partagée entre la Pologne et la Russie.

## Histoire
Cette région était de population allemande du XIIIe siècle à 1945. Elle appartenait à l'État monastique des chevaliers Teutoniques et fut sous la suzeraineté polonaise au XVIe siècle, suzeraineté devenue formelle avec l'Union de Brandebourg en 1618 et abolie en 1772, lorsqu'elle entra dans le royaume de Prusse qui lui-même s'intégra au nouvel Empire allemand formé en 1871. Puis elle fut divisée de 1919 à 1939 entre la Prusse-Orientale et la ville libre de Dantzig, ôtée à la province par la SDN, à l'extrême-ouest.
Jusqu'en mars 1945, elle était donc bordée administrativement par le district de Königsberg et le territoire de Dantzig-Prusse-Occidentale (formé en septembre 1939). Cette région connut son essor touristique à la fin du XIXe siècle, mais surtout après la Première Guerre mondiale, des lignes régulières de navigation de la Seedienst Ostpreußen la reliant de Swinemünde à Pillau, et des liaisons aériennes ensuite.
La lagune ne fut pas touchée matériellement par la guerre avant la fin de l'été 1944. Elle fut alors le théâtre de la destruction de Königsberg par l'aviation anglo-américaine, puis pendant l'hiver 1944-1945, de l'arrivée du front de l'Est. Des scènes apocalyptiques s'y déroulèrent lorsque 450 000 personnes s'enfuirent à pied par la lagune gelée pendant les seuls mois de janvier et février 1945. Lors de l'encerclement d'Heiligenbeil, la population civile et les soldats de la IVe Armée allemande tentèrent de rejoindre les ports de Pillau et Dantzig. Après l'expulsion de la quasi-totalité de la population de Prusse-Orientale — il ne restait plus en mars 1945 que 193 000 personnes sur les 2 400 000 habitants de la province avant 1944 — et l'arrivée de nouvelles populations venues d'Union soviétique, la zone de la lagune fut, du côté soviétique, une zone interdite aux personnes étrangères à la région, y compris aux autres citoyens d'Union soviétique, et ce jusqu'en 1991.

## Villes
Les principales villes de la région sont du nord-est au sud-ouest : Kaliningrad (ex-Königsberg), Baltiisk (ex-Pillau) et Primorsk (ex-Fischhausen), dans l'oblast de Kaliningrad, ou Russie baltique, ainsi que Frombork (ex-Frauenburg) et le port d'Elbląg (ex-Elbing), en Pologne, à la limite de l'ancienne région de Pomésanie.